# Cratere Maeve
Maeve  è un cratere sulla superficie di Europa.